# Homalocalyx ericaeus
Homalocalyx ericaeus är en myrtenväxtart som beskrevs av Ferdinand von Mueller. Homalocalyx ericaeus ingår i släktet Homalocalyx och familjen myrtenväxter. Inga underarter finns listade i Catalogue of Life.